# 해피 팜
해피 팜(Happy Farm)은 농장 경영 시뮬레이션을 기반으로 한 소셜 네트워크 게임이자 대규모 다중 사용자 온라인 게임이었다. 주로 중국 대륙과 대만 사용자가 플레이했으며 플레이어 측면에서 가장 인기가 높았다. 인기가 절정에 달했을 때 일일 활성 사용자 수는 2,300만 명에 달했으며 최소 24시간마다 게임에 로그인했다.
해피 팜은 중국 소셜 게임 개발사인 5 미니츠가 개발했다. 2008년 5월에 개발이 완료되었고, 같은 해 7월에 테스트가 완료되었으며, 게임이 2008년 말에 출시되었다. 이 게임을 통해 플레이어는 작물을 재배하고, 다른 사람과 거래하고, 농산물을 판매하고, 이웃에게서 물건을 훔칠 수 있다. 이 게임은 일본 RPG 시리즈 목장이야기의 영향을 받았다.
해피팜은 2017년 9월 25일 부로 서비스가 중단되었다.

## 같이 보기
- 팜빌
- 목장이야기